# پروسپکت (اورگن)
پروسپکت (به انگلیسی: Prospect) یک منطقهٔ مسکونی در ایالات متحده آمریکا است که در شهرستان جکسون، اورگن واقع شده‌است. پروسپکت ۷۸۲٫۱۳ متر بالاتر از سطح دریا واقع شده‌است.